# Braccio (fisica)
In meccanica, si definisce braccio la distanza tra un punto generico nello spazio e la direzione su cui giace un vettore, generalmente un vettore forza. Nel caso si tratti di una coppia di forze, il braccio è la distanza tra le rette su cui giacciono i due vettori forza.
Nel caso in cui sia implicato un vettore Forza, si parla di momento meccanico rispetto ad un punto:
{\displaystyle {\vec {M}}_{F}={\vec {r}}\times {\vec {F}}}
dove {\displaystyle {\vec {r}}} è il vettore distanza tra l'origine e il punto di applicazione della Forza.
Trattandosi di un prodotto vettoriale, il modulo del vettore momento è dato da:
{\displaystyle M_{F}=rF\sin \theta }
con {\displaystyle \theta } angolo compreso tra i vettori Forza {\displaystyle {\vec {F}}} e posizione {\displaystyle {\vec {r}}}.
Il prodotto:
{\displaystyle b=r\sin \theta }
è definito braccio.